# NXT TakeOver: Chicago
NXT TakeOver: Chicago was een professioneel worstelshow en WWE Network evenement dat georganiseerd werd door WWE voor hun NXT brand. Het was de 15e editie van NXT TakeOver en vond plaats op 20 mei 2017 in het Allstate Arena in Rosemont, Illinois, Chicago. Dit was het eerste evenement onder de NXT TakeOver: Chicago chronologie. Tevens was dit een ondersteuningsevenement voor de 2017 editie van het Backlash pay-per-view (PPV) evenement.

## Matches
| Nr. | Match                                                                                                | Winnaar(s)          | Opmerkingen                                                                | Bron  |
| --- | --- | ------------------- | -------------------------------------------------------------------------- | ----- |
| 1N  | Aleister Black vs. Curt Hawkins                                                                      | Aleister Black      | Eén-op-één match. Vooraf opgenomen voor een toekomende aflevering van NXT. | [ 2 ] |
| 2N  | Velveteen Dream vs. Robert Anthony                                                                   | Velveteen Dream     | Eén-op-één match. Vooraf opgenomen voor een toekomende aflevering van NXT. | [ 2 ] |
| 3N  | Drew McIntyre vs. Wesley Blake                                                                       | Drew McIntyre       | Eén-op-één match. Vooraf opgenomen voor een toekomende aflevering van NXT. | [ 2 ] |
| 4   | Roderick Strong vs. Eric Young (met Alexander Wolfe & Killian Dain)                                  | Roderick Strong     | Eén-op-één match.                                                          | [ 3 ] |
| 5   | Pete Dunne vs. Tyler Bate (c)                                                                        | Pete Dunne (nc)     | Eén-op-één match voor het WWE United Kingdom Championship.                 | [ 3 ] |
| 6   | Asuka (c) vs. Nikki Cross vs. Ruby Riot                                                              | Asuka               | Triple threat match voor het NXT Women's Championship.                     | [ 3 ] |
| 7   | Bobby Roode (c) vs. Hideo Itami                                                                      | Bobby Roode         | Eén-op-één match voor het NXT Championship.                                | [ 3 ] |
| 8   | The Authors of Pain (Akam & Rezar) (c) (met Paul Ellering) vs. DIY (Johnny Gargano & Tommaso Ciampa) | The Authors of Pain | Ladder match for the NXT Tag Team Championship.                            | [ 3 ] |